# Dianthidium parvum
Dianthidium parvum är en biart som först beskrevs av Cresson 1878.  Dianthidium parvum ingår i släktet Dianthidium och familjen buksamlarbin.

## Underarter
Arten delas in i följande underarter:
- D. p. parvum
- D. p. schwarzi

## Beskrivning
Som vanligt i släktet har arten ljusa markeringar på svart botten, på bakkroppen i form av tvärband. Dock skiljer de två underarterna sig åt genom att D. p. parvum har vita till blekgula markeringar, medan de hos D. p. schwarzi är klargula. Båda underarterna, främst den förstnämnda, har dessutom ofta rödaktiga teckningar, hos D. p. parvum framför allt på bakkroppen men ofta även på benen.

## Ekologi
Födomässigt är Dianthidium parvum en generalist som hämtar näring från många olika växtfamiljer, som korgblommiga växter, törelväxter, ärtväxter, rosväxter, slideväxter, oleanderväxter och paradisblomsterväxter (Cleomaceae).
Arten är ett solitärt, det vill säga icke samhällsbildande bi där varje hona själv sörjer för sin avkomma.

## Utbredning
Utbredningsområdet omfattar norra och centrala Mexiko inklusive Baja California, Arizona, Kalifornien, Colorado, Nevada, New Mexico, Utah samt nordöst till Idaho och Wyoming. D. p. schwarzi är framför allt en kalifornisk underart.